# Reus (Harry Potter)
Reuzen zijn in de boekenreeks rond Harry Potter van J.K. Rowling een magisch ras dat in de loop der eeuwen bijna is uitgestorven. Ze worden door het Ministerie van Toverkunst beschouwd als uiterst gewelddadige wezens, die een gevaar vormen voor de tovenaarsgemeenschap.
Aan het einde van  het vierde boek wordt het duidelijk dat de reuzen een belangrijke positie innemen in de eerste geheimzinnige botsingen tussen Heer Voldemort en de Dooddoeners aan de ene kant en Perkamentus en de Orde van de Feniks aan de andere kant. 
Rubeus Hagrid, de jachtopziener van Zweinstein en zelf een halfreus, gaat op verzoek van Perkamentus de reuzen opsporen, samen met Madame Olympe Mallemour. Uiteindelijk vinden ze de reuzen, en hoewel de locatie geheim is kan daar wel naar geraden worden: in de Franse stad Dijon wisten Olympe en Hagrid een spion van het ministerie af te schudden, daarna trokken ze verder naar Polen, en toen naar Minsk in Wit-Rusland. Uiteindelijk vonden ze reuzen in de bergen, wat waarschijnlijk de Karpaten zijn of de Oeral. Dan wordt pas duidelijk wat het gevolg is van de reuzenoorlogen waar Professor Kist over vertelde: er zijn nog maar tachtig reuzen over in een krappe vallei.
Hagrid en Madame Mallemour weten goede banden aan te leggen met de Oppur (stamhoofd) Karkus, maar na een slachtpartij onder de reuzen waarbij Karkus wordt gedood wordt Gorgor de nieuwe Oppur. Gorgor is Hagrid en Madame Mallemour beduidend minder goed gezind en sluit zich aan bij de Dooddoeners (waaronder Walter Vleeschhouwer) die op dat moment ook de steun van de reuzen kwamen vragen.

## Andere reuzen in de Harry Potter-boeken
Hagrid is een halfreus. Zijn moeder was een volbloed reus, terwijl zijn vader een mens was, wat de lichaamslengte van Hagrid verklaart. Omdat reuzen in de tovenaarsgemeenschap een erg slechte naam hebben wordt hij hier in het vierde schooljaar van Harry flink mee 'gepest' doordat Rita Pulpers (een riooljournaliste) een artikel heeft geplaatst in de Ochtendprofeet, de krant van de tovenaars, over Hagrid en zijn mysterieuze afkomst.
Madame Mallemour is hoogstwaarschijnlijk ook een halfreus, hoewel ze wanneer Hagrid ernaar vraagt geen antwoord geeft en zelfs beledigd reageert. In de boeken wordt echter wel geschreven dat ze van ongeveer hetzelfde postuur en lengte is als Hagrid zelf, en in de film is ze zelfs langer dan Hagrid.

## Trivia over de reuzen in de Harry Potter-boeken
- Er waren eens meer dan honderd reuzenstammen over de hele wereld.
- De tovenaarsgemeenschap heeft een tijd lang (vermoedelijk tijdens de middeleeuwen) op reuzen gejaagd, waardoor ze een hekel hebben aan toverkunst als het tegen hen wordt gebruikt.
- Reuzen zijn dol op magische snuisterijen zoals het eeuwig vuur dat Hagrid hen cadeau doet.
- Er zijn nog maar 80 reuzen over, die bestaan uit restjes van verslagen stammen.